# 上陶努斯县
上陶努斯县（德語：Hochtaunuskreis）是德国黑森州达姆施塔特行政区的一个县，首府巴特洪堡。

## 地理
上陶努斯县与兰-迪尔县、韦特劳县、法兰克福市、美因-陶努斯县、莱茵高-陶努斯县和林堡-魏尔堡县相邻。